# Karl von Gerlach (General)
Karl von Gerlach (* 6. August 1894 in Paulsdorf bei Gnesen; † 24. Juni 1941 bei Pruschany) war ein deutscher Generalmajor der Luftwaffe der Wehrmacht.

## Leben
Karl von Gerlach trat am 22. März 1914 in das kaiserliche Heer ein und wurde nach Ausbruch des Ersten Weltkrieges am 26. August 1914 schwer verwundet, wobei er noch zwei Tage später zum Leutnant befördert wurde. Nach erneuter Verwundung im Oktober 1915 wurde er bis März 1916 behandelt und absolvierte nachfolgend im Mai des Jahres eine Flugbeobachter-Schulung bei der Flieger-Ersatz-Abteilung 11, wonach er im Juli 1916 zum Armeeflugpark 2 und schon einige Tage darauf zur Flieger-Abteilung 267 verlegt wurde. Im Oktober desselben Jahres wurde er zum Erzieher an der Artillerie-Flakschule der 7. Armee ernannt und blieb die weiteren Monate in dieser Eigenschaft, wobei er im Februar 1917 bei einem Autounfall schwer verletzt wurde und erst im März 1918 vollständig genesen war. Am 22. März 1918 wurde er Offizier zur besonderen Verwendung bei der Flieger-Abteilung 241 und erlebte so das Kriegsende. 
Er wurde in den folgenden Monaten in verschiedenen Adjutanten-Positionen verwendet und 1920 als Leutnant in die Reichswehr übernommen, wo er zunächst beim 1. (Preußischen) Infanterie-Regiment verwendet wurde. In den folgenden Jahren avancierte er im 11. (Preußischen) Reiter-Regiment am 1. November 1924 zum Oberleutnant und am 1. April 1929 zum Rittmeister und Eskadronchef. 1930 absolvierte er eine Schulung an der Geheime Fliegerschule und Erprobungsstätte in Lipezk. Nach Machtübernahme der Nationalsozialisten wurde er am 1. Oktober 1933 als Hauptmann in die neugegründete Luftwaffe übernommen und zunächst als Lehrer an der Beobachterschule in Braunschweig verwendet. Am 1. Juli 1934 wurde er Lehrer an der Aufklärungsschule in Braunschweig und noch im selben Jahr am 1. Oktober zum Major befördert. Nachdem er ab dem 1. April 1935 als Referent in der Ausbildungsabteilung beim Kommando der Fliegerschulen gedient hatte, wurde er in dieser Position am 1. Oktober 1936 zum Oberstleutnant befördert. Am 1. März 1937 wurde er Kommandeur der Aufklärungsgruppe 212 und zugleich Kommandant des Fliegerhorst Cottbus. Er wurde am 1. April 1938 Kommandeur der Aufklärungsschule Braunschweig und Kommandant des Fliegerhorst Braunschweig und in dieser Eigenschaft am 1. Januar 1939 zum Oberst befördert. Noch vor Ausbruch des Zweiten Weltkrieges fungierte er als Abteilungschef für Vorschriften- und Lehrmittel im Reichsluftfahrtministerium.
Mit Beginn des Krieges wurde er Kommandeur der Luftwaffe (Koluft) des Armeeoberkommando 8. Am 20. November 1939 wurde er dann Abteilungschef der Vorschriftenstelle im Reichsluftfahrtministerium, bevor er am 17. März 1941 zum Kommandeur der Luftwaffe der 2. Panzerarmee wurde. Am 24. Juni 1941 verstarb er als Passagier einer Fieseler Fi 156, welche bei Pruschany abstürzte. Posthum wurde er zum Generalmajor befördert. Er wurde in Baranawitschy begraben.